# Cheignieu-la-Balme
Pour les articles homonymes, voir Balme.
Cheignieu-la-Balme est une commune française, située dans le département de l'Ain en région Auvergne-Rhône-Alpes.
Les habitants de Cheignieu-la-Balme s'appellent les Cheignieulats.

## Géographie

### Climat
Pour des articles plus généraux, voir Climat d'Auvergne-Rhône-Alpes et Climat de l'Ain.
En 2010, le climat de la commune est de type climat des marges montargnardes, selon une étude du CNRS s'appuyant sur une série de données couvrant la période 1971-2000. En 2020, Météo-France publie une typologie des climats de la France métropolitaine dans laquelle la commune est exposée à un climat de montagne ou de marges de montagne et est dans la région climatique Alpes du nord, caractérisée par une pluviométrie annuelle de 1 200 à 1 500 mm, irrégulièrement répartie en été.
Pour la période 1971-2000, la température annuelle moyenne est de 11,3 °C, avec une amplitude thermique annuelle de 18 °C. Le cumul annuel moyen de précipitations est de 1 499 mm, avec 11,5 jours de précipitations en janvier et 8,1 jours en juillet. Pour la période 1991-2020, la température moyenne annuelle observée sur la station météorologique de Météo-France la plus proche, « Sutrieu », sur la commune de Valromey-sur-Séran à 7 km à vol d'oiseau, est de 9,3 °C et le cumul annuel moyen de précipitations est de 1 413,2 mm,. Pour l'avenir, les paramètres climatiques de la commune estimés pour 2050 selon différents scénarios d'émission de gaz à effet de serre sont consultables sur un site dédié publié par Météo-France en novembre 2022.

## Urbanisme

### Typologie
Au 1er janvier 2024, Cheignieu-la-Balme est catégorisée commune rurale à habitat dispersé, selon la nouvelle grille communale de densité à 7 niveaux définie par l'Insee en 2022.
Elle est située hors unité urbaine. Par ailleurs la commune fait partie de l'aire d'attraction de Belley, dont elle est une commune de la couronne,. Cette aire, qui regroupe 31 communes, est catégorisée dans les aires de moins de 50 000 habitants,.

### Occupation des sols
L'occupation des sols de la commune, telle qu'elle ressort de la base de données européenne d’occupation biophysique des sols Corine Land Cover (CLC), est marquée par l'importance des forêts et milieux semi-naturels (75,2 % en 2018), une proportion identique à celle de 1990 (75,2 %). La répartition détaillée en 2018 est la suivante : 
forêts (74,4 %), prairies (20,8 %), zones urbanisées (4 %), espaces ouverts, sans ou avec peu de végétation (0,8 %).
L'évolution de l’occupation des sols de la commune et de ses infrastructures peut être observée sur les différentes représentations cartographiques du territoire : la carte de Cassini (XVIIIe siècle), la carte d'état-major (1820-1866) et les cartes ou photos aériennes de l'IGN pour la période actuelle (1950 à aujourd'hui).

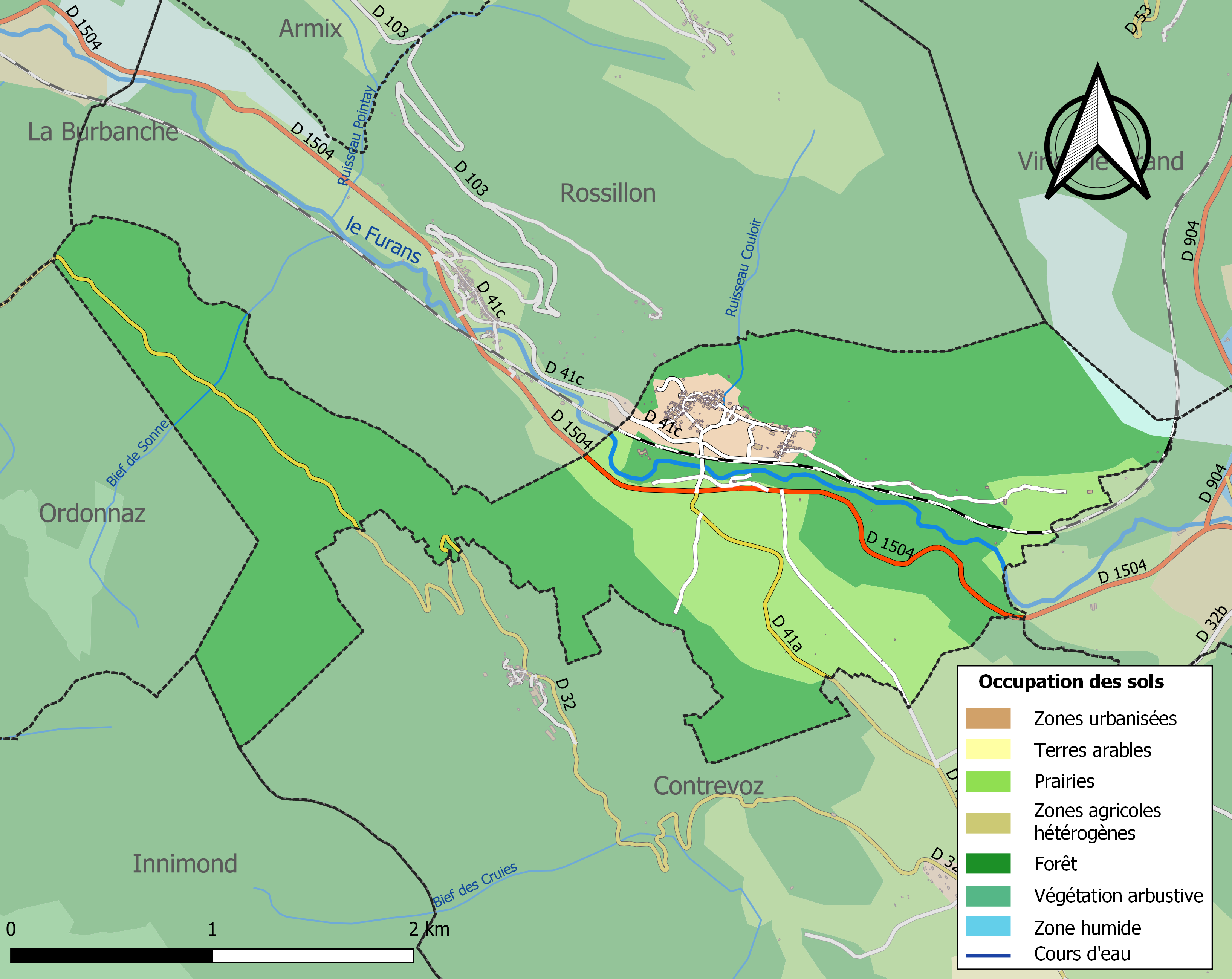
Carte des infrastructures et de l'occupation des sols de la commune en 2018 (CLC).

## Histoire
Le 12 mai 1855, Cheignieu qui était alors un hameau de Contrevoz devient une commune à part entière.

## Politique et administration

### Découpage territorial
La commune de Cheignieu-la-Balme est membre de la communauté de communes Bugey Sud, un établissement public de coopération intercommunale (EPCI) à fiscalité propre créé le 1er janvier 2014 dont le siège est à Belley. Ce dernier est par ailleurs membre d'autres groupements intercommunaux.
Sur le plan administratif, elle est rattachée à l'arrondissement de Belley, au département de l'Ain et à la région Auvergne-Rhône-Alpes. Sur le plan électoral, elle dépend du  canton de Belley pour l'élection des conseillers départementaux, depuis le redécoupage cantonal de 2014 entré en vigueur en 2015, et de la cinquième circonscription de l'Ain  pour les élections législatives, depuis le dernier découpage électoral de 2010.

### Administration municipale
| Période                                  | Période  | Identité         | Étiquette | Qualité       |
| ---------------------------------------- | -------- | ---------------- | --------- | ------------- |
| avant 1988                               | ?        | Paul Thomas      |           |               |
| 1995                                     | 2001     | Marie-Ange Baron |           |               |
| 2001                                     | 2014     | Jacky Thomas     | DVG       | Réélu en 2008 |
| 2014                                     | En cours | Marc Buet        | SE        |               |
| Les données manquantes sont à compléter. |          |                  |           |               |

## Démographie
L'évolution du nombre d'habitants est connue à travers les recensements de la population effectués dans la commune depuis 1856. Pour les communes de moins de 10 000 habitants, une enquête de recensement portant sur toute la population est réalisée tous les cinq ans, les populations de référence des années intermédiaires étant quant à elles estimées par interpolation ou extrapolation. Pour la commune, le premier recensement exhaustif entrant dans le cadre du nouveau dispositif a été réalisé en 2004.
En 2022, la commune comptait 130 habitants, en évolution de −4,41 % par rapport à 2016 (Ain : +5,15 %, France hors Mayotte : +2,11 %).
| 1856 | 1861 | 1866 | 1872 | 1876 | 1881 | 1886 | 1891 | 1896 |
| ---- | ---- | ---- | ---- | ---- | ---- | ---- | ---- | ---- |
| 401  | 406  | 413  | 402  | 407  | 386  | 417  | 389  | 354  |

| 1901 | 1906 | 1911 | 1921 | 1926 | 1931 | 1936 | 1946 | 1954 |
| ---- | ---- | ---- | ---- | ---- | ---- | ---- | ---- | ---- |
| 347  | 352  | 310  | 285  | 239  | 240  | 215  | 174  | 153  |

| 1962 | 1968 | 1975 | 1982 | 1990 | 1999 | 2004 | 2006 | 2009 |
| ---- | ---- | ---- | ---- | ---- | ---- | ---- | ---- | ---- |
| 156  | 141  | 141  | 141  | 110  | 112  | 140  | 139  | 156  |

| 2014 | 2019 | 2022 | - | - | - | - | - | - |
| ---- | ---- | ---- | - | - | - | - | - | - |
| 139  | 131  | 130  | - | - | - | - | - | - |

## Culture et patrimoine

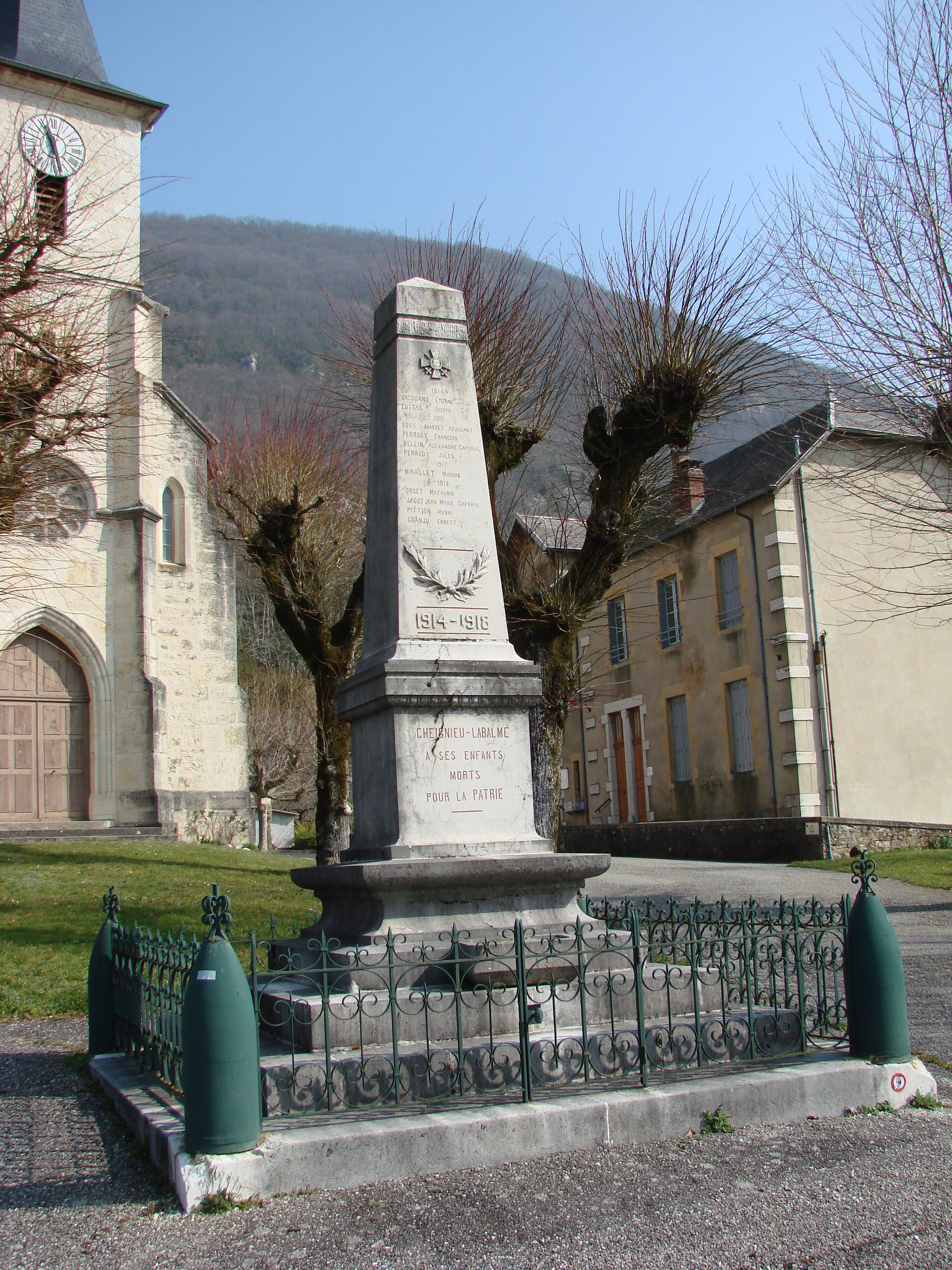
Le monument aux morts de Cheignieu-la-Balme.

### Lieux et monuments
- Le château des Éclaz, construit au XIVe siècle et agrandi au XVIIe siècle est inscrit au registre des monuments historiques.
- Église Saint-Claude de Cheignieu-la-Balme.
- La chapelle Saint-Claude, ancienne chapellenie rurale[19].

### Zones naturelles protégées
La commune compte plusieurs zones naturelles d'intérêt écologique, faunistique et floristique de type I. 
- Prairie du Coin
- Carrières des Grenandes
- Lac de Pugieu
- Lac de Virieu
- Mollard de Don
- Bois de Charley
- Pelouse sèche de la Combe Noire

### Héraldique
| Blason de Cheignieu-la-Balme | Blason  | De gueules à la fasce ondée abaissée d'argent chargée d'une fasce d'azur, à un lion d'hermine brochant ; chapé-ployé d'or chargé à dextre d'une grappe de raisin tigée et feuillée de sinople et à senestre d'une volute de crosse de sable.                                                                                       |
| Blason de Cheignieu-la-Balme | Détails | Le chapé-ployé évoque la seconde partie du nom de la commune (balme → grotte). Le lion d'hermine vient des armes du Bugey. Les ondes évoquent le Furans qui arrose la commune, le raisin rappelle que c'est une commune viticole et la volute de crosse est attribut de saint Claude, patron de la paroisse. Adopté en avril 2022. |